# Campeonato femenino sub-17 de la CAF de 2012
El Campeonato femenino sub-17 de la CAF de 2012 es el torneo que decide qué naciones africanas asistirán a la Copa Mundial Femenina de Fútbol Sub-17 de la FIFA.

## Ronda preliminar
El primer partido fue programado para ser jugado el 26 de noviembre de 2011 en Nairobi, Kenia y el partido de vuelta se iba a jugar en Maputo, Mozambique.
| Fecha                   | Lugar |       |  | Resultado               |  |            |
| ----------------------- | ----- | ----- |  | ----------------------- |  | ---------- |
| 26 de noviembre de 2011 |       | Kenia |  | Mozambique no participó |  | Mozambique |

### Primera fase
| Fecha                | Lugar |              |  | Resultado           |  |              |  |
| -------------------- | ----- | ------------ |  | ------------------- |  | ------------ |  |
| 20 de enero de 2012  |       | Botsuana     |  | 1 : 5               |  | Zambia       |  |
| 3 de febrero de 2012 |       | Zambia       |  | 2 : 0               |  | Botsuana     |  |
| 20 de enero de 2012  |       | Kenia        |  | 0 : 2               |  | Nigeria      |  |
| 3 de febrero de 2012 |       | Nigeria      |  | 3 : 0               |  | Kenia        |  |
| 20 de enero de 2012  |       | Gambia       |  | 3 : 0               |  | Sierra Leona |  |
| 3 de febrero de 2012 |       | Sierra Leona |  | 3 : 1               |  | Gambia       |  |
| 20 de enero de 2012  |       | Guinea       |  | Guinea no participó |  | Túnez        |  |
| 20 de enero de 2012  |       | Namibia      |  | 1 : 1               |  | Sudáfrica    |  |
| 3 de febrero de 2012 |       | Sudáfrica    |  | 5 : 0               |  | Namibia      |  |
| 20 de enero de 2012  |       | Camerún      |  | 0 : 1               |  | Ghana        |  |
| 3 de febrero de 2012 |       | Ghana        |  | 4 : 0               |  | Camerún      |  |

### Fase final
| Fecha               | Lugar |           |  | Resultado |  |           |
| ------------------- | ----- | --------- |  | --------- |  | --------- |
| 8 de marzo de 2012  |       | Zambia    |  | 1 : 2     |  | Nigeria   |
| 24 de marzo de 2012 |       | Nigeria   |  | 5 : 0     |  | Zambia    |
| 8 de marzo de 2012  |       | Sudáfrica |  | 0 : 0     |  | Ghana     |
| 24 de marzo de 2012 |       | Ghana     |  | 5 : 1     |  | Sudáfrica |
| 17 de marzo de 2012 |       | Gambia    |  | 1 : 0     |  | Túnez     |
| 24 de marzo de 2012 |       | Túnez     |  | 2 : 1     |  | Gambia    |

## Clasificados a laCopa Mundial Femenina de Fútbol Sub-17 de 2012
| Nigeria | Ghana | Gambia |